# Tour of Vojvodina
Le Tour of Vojvodina est une course cycliste sur route masculine serbe. Créé en 2006, il fait partie de l'UCI Europe Tour depuis cette date, en catégorie 1.2. Il est organisé par l'Union cycliste de Voïvodine (Biciklistički savez Vojvodine). Depuis 2008, il comprend deux courses, disputées en deux jours, et nommées Tour of Vojvodina I et Tour of Vojvodina II dans le calendrier de courses.
Après 2012, la compétition est rétrogradée en catégorie nationale.

## Palmarès

### Tour of Vojvodina I
| Année | Vainqueur      | Deuxième          | Troisième         |
| ----- | -------------- | ----------------- | ----------------- |
| 2006  | Jure Kocjan    | Zoltán Remák      | István Cziráki    |
| 2008  | Robert Vrečer  | Ivaïlo Gabrovski  | Kristjan Fajt     |
| 2009  | Matej Marin    | Ilya Syrtsev      | Martin Grashev    |
| 2011  | Gregor Gazvoda | Ivan Stević       | Marek Čanecký     |
| 2012  | Kristjan Fajt  | Hannes Kapeller   | Martin Weiss      |
| 2013  | Esad Hasanović | Marko Stanković   | Stefan Stefanović |
| 2014  | Gökhan Hasta   | Stefan Stefanović | Zoltán Lengyel    |
| 2015  | Ivan Stević    | Marko Stanković   | Dušan Rajović     |
| 2017  | Robert Jenko   | Marko Danilović   | Nebojša Jovanović |
| 2018  | Andrej Galović | Veljko Stojnić    | Đorđe Đurić       |

### Tour of Vojvodina II
| Année | Vainqueur          | Deuxième          | Troisième              |
| ----- | ------------------ | ----------------- | ---------------------- |
| 2008  | Gregor Gazvoda     | Vid Ogris         | Georgi Georgiev Petrov |
| 2009  | Ivaïlo Gabrovski   | Kristijan Đurasek | Vladimir Koev          |
| 2011  | Žolt Der           | Jovan Zekavica    | Aljaž Hočevar          |
| 2012  | Clemens Fankhauser | Kristjan Fajt     | Martin Weiss           |
| 2014  | Gašper Katrašnik   | Ivan Stević       | Žolt Der               |
| 2017  | Marko Danilović    | Nebojša Jovanović | Primož Obal            |